# 슬레이트 (밴드)
슬레이트(영어: Slate)는 2022년 영국 웨일스 카디프에서 결성된 포스트펑크 밴드이다. 기타리스트이자 보컬 잭 셰퍼드, 기타리스트 엘리스 펜리, 베이스 로렌 에드워즈, 드럼 레이치 브라이언트로 이루어져 있다.

## 경력
슬레이트는 2022년 웨일스의 카디프에서 결성되었다. 잭 셰퍼드와 레이치 브라이언트는 2018년 카디프 대학교에서 처음 만나 알고 지냈으며, 2021년부터 엘리스 펜리와 함께 연주를 시작했다. 브리스틀에 거주하고 있던 로렌 에드워즈는 친구의 친구의 제안을 받아 마지막으로 밴드에 합류하였다. 2023년 데뷔 싱글 〈Taberacl〉을 시작으로 〈St Agatha〉를 발매했으며, 2024년 5월 첫 EP인 《Deathless》와 수록곡 〈Remoter Heaven〉 및 〈Shade in Me〉를 싱글로 발매하였다.

## 음악
슬레이트는 고딕 록, 포스트펑크 음악으로 묘사되며, 언컷의 피터 와츠는 밴드를 "폰테인스 D.C.와 에코 앤 더 버니멘의 중간"이라고 언급했다. 밴드는 마이 블러디 밸런타인, 소닉 유스, 닉 드레이크, 도어스, 슬린트, 뉴 오더의 음악에 영향을 받았다고 언급했다.

## 디스코그래피

### EP
- 《Deathless》 (2024)

### 싱글
- 〈Tabernacl〉 (2023)
- 〈St Agatha〉 (2023)
- 〈Remoter Heaven〉 (2024)
- 〈Shade in Me〉 (2024)